# 罗格·齐灵渥斯
罗格·齐灵渥斯（英語：Roger Chillingworth）是纳撒尼尔·霍桑1850年小说《红字》中的虚构角色和主要反派。他是一位英国学者，在妻子海斯特·白兰之后移居新世界。
齐灵渥斯是一名医生和炼金术学生，打算从英国移民到清教徒的波士顿。他先让妻子前去波士顿安家，但他在海上遇到问题而被印第安人俘虏，因此耽搁了时间。当他最终抵达波士顿时，发现妻子正站在高台上，因通奸而受辱。齐灵渥斯在监狱里见到海斯特后，迫使她透露奸夫的姓名，但她拒绝。即使没有她的帮助，他最终还是发现她的情人是镇上的牧师亚瑟·丁梅斯代尔。他以医生的身份，假装治疗丁梅斯代尔的不明病症，操纵丁梅斯代尔陷入疯狂和痛苦。在书的结尾，他试图阻止丁梅斯代尔公开忏悔他的罪行，以迫使丁梅斯代尔继续忍受未忏悔的罪孽所带来的情感和精神痛苦，但丁梅斯代尔最终还是坦白，不久后便去世了。齐灵渥斯也因没有受害者可伤害而去世。

## 演员
齐灵渥斯在維克多·斯約史特洛姆导演、莉蓮·吉許主演的1926年改編電影中由亨利·B·沃爾索飾演。在1934年的改編版中，他再次與柯琳·摩爾演對手戲。齐灵渥斯在黛米·摩尔主演的1995年改編電影中由勞勃·杜瓦飾演。